# Walpole (Australia Zachodnia)
Walpole, miasto w Australii Zachodniej położone na południowym wybrzeżu, 423 km na  południe od Perth i 66 km na zachód od Denmark, ponad 6300 mieszkańców.  Nazwa miasta pochodzi od zatoki Walpole nad którą jest położone (nazwa zatoki pochodzi z kolei od rzeki Walpole do niej wpływającej, a rzeka została nazwana przez Gubernatora Stirling na cześć kapitana Walpole'a pod którym służył on na pokładzie okrętu Warspite). 
W okolicach Walpole znajduje się Park Narodowy Walpole-Nornalup.